# 中嶋長文
中嶋 長文（なかじま おさふみ、1938年12月15日 -  ）は、日本の中国文学者、魯迅研究者。元神戸市外国語大学教授。
通称山太郎。室号は木旗騒堂で、後に木旗闃堂と改める。

## 経歴
奈良県高市郡真菅村（現・橿原市）に生まれる。
1967年に京都大学文学部を卒業した。卒業後は大学教員となり、初め京都産業大学を経て滋賀大学に、1985年に神戸市外国語大学に転任、2004年3月退職するまで18年間勤務した。退任時には神戸市外国語大学の名誉教授号授与を固辞した。
2017年、京都大学教授の平田昌司によって、「一般財団法人橋本循記念会 平成二八年度 中国伝統文化に関する調査・研究助成」を得て、「『古小説鈎沈』校本」が「中島長文 校、伊藤令子 補正」として再発行された。

## 妻の著作にまつわること
妻の中島みどりも中国文学者だったが、2001年初春に急逝。その10年後に発行された遺稿『頃筐集―中国文学論集』（けいきょうしゅう）、2011年 朋友書店 ISBN 978-4892811265）に未収録の遺稿を編集し、2016年に『匪石 中島みどり遺稿』をともに所属した学術系同人誌『飇風』から発行した。

## 主な著書
古小說鉤沈
- 中嶋長文「『古小說鉤沈』校本 : 一靑史子裴子語林」『神戸外大論叢』第43巻第2号、神戸市外国語大学研究会、1992年9月、23-63頁、CRID 1050001339097409664、ISSN 02897954。
- 魯迅, 中島長文「「古小説鉤沈」校本-2-裴子語林」『神戸外大論叢』第43巻第7号、神戸市外国語大学研究会、1992年12月、1-42頁、CRID 1520009410440358144、ISSN 02897954。
- 中嶋長文「『古小説鉤沈』校本 : 三郭子」『神戸外大論叢』第44巻第6号、神戸市外国語大学研究会、1993年11月、1-22頁、CRID 1050845764027542528、ISSN 02897954。
- 中嶋長文「『古小說鉤沈』校本 : 四郭子(續完)笑林」『神戸外大論叢』第44巻第7号、神戸市外国語大学研究会、1993年12月、1-23頁、CRID 1050001339097410688、ISSN 02897954。
- 中嶋長文「『古小說鉤沈』校本 : 七殷芸小說(續)」『神戸外大論叢』第47巻第1号、神戸市外国語大学研究会、1996年6月、274-255頁、CRID 1050564289050834048、ISSN 02897954。
- 中島長文「『『古小說鉤沈』校本 : 八殷芸小說(ニ續)」『神戸外大論叢』第47巻第5号、神戸市外国語大学研究会、1996年10月、1-20頁、CRID 1050845764026537216、ISSN 02897954。
- 中島長文「『古小説鉤沈』校本 : 九殷芸小説(三續完)妬試巳」『神戸外大論叢』第49巻第3号、神戸市外国語大学研究会、1998年9月、1-19頁、CRID 1050845764026531712、ISSN 02897954。
- 中島長文「『古小説鉤沈』校本(教享小說之部)人名索引」『神戸外大論叢』第50巻第4号、神戸市外国語大学研究会、1999年9月、55-74頁、CRID 1050564289049813632、ISSN 02897954。

中國小說史略考證
- 中嶋長文「中國小説史略考證第1」『神戸外大論叢』第38巻第2号、神戸市外国語大学研究会、1987年10月、21-51頁、CRID 1050845764026596352、ISSN 02897954。
- 中嶋長文「中國小說史略考證第二」『神戸外大論叢』第38巻第5号、神戸市外国語大学研究会、1987年11月、1-29頁、CRID 1050001339096464384、ISSN 02897954。
- 中嶋長文「中國小説史略考證第三附補訂」『神戸外大論叢』第38巻第6号、神戸市外国語大学研究会、1987年12月、1-21頁、CRID 1050282814073175040、ISSN 02897954。
- 中嶋長文「中國小說史略考證第四」『神戸外大論叢』第38巻第7号、神戸市外国語大学研究会、1987年12月、1-31頁、CRID 1050564289049885696、ISSN 02897954。
- 中嶋長文「中國小説史略考證第五」『神戸外大論叢』第39巻第3号、神戸市外国語大学研究会、1988年9月、1-24頁、CRID 1050282814073175936、ISSN 02897954。
- 中嶋長文「中國小説史略考證第五続・第六」『神戸外大論叢』第39巻第5号、神戸市外国語大学研究会、1988年10月、1-23頁、CRID 1050564289050829824、ISSN 02897954。
- 中嶋長文「中國小說史略考證第八」『神戸外大論叢』第40巻第4号、神戸市外国語大学研究会、1989年9月、23-48頁、CRID 1050001339097408640、ISSN 02897954。
- 中島長文「中国小説史略考証-9-」『神戸外大論叢』第41巻第1号、神戸市外国語大学研究会、1990年9月、17-47頁、CRID 1520009410425160832、ISSN 02897954。
- 中島長文「中国小説史略考証-9-(続)」『神戸外大論叢』第41巻第4号、神戸市外国語大学研究会、1990年9月、37-57頁、CRID 1520572360389846272、ISSN 02897954。
- 中嶋長文「中國小説史略考證第十」『神戸外大論叢』第44巻第1号、神戸市外国語大学研究会、1993年9月、1-26頁、CRID 1050845764027544448、ISSN 02897954。
- 中島長文「中国小説史略考証-11-」『神戸外大論叢』第45巻第5号、神戸市外国語大学研究会、1994年10月、1-23頁、CRID 1520853835368868736、ISSN 02897954。
- 中嶋長文「中國小説史略考證第十一續」『神戸外大論叢』第45巻第6号、神戸市外国語大学研究会、1994年11月、1-20頁、CRID 1050282814074121344、ISSN 02897954。
- 中嶋長文「中國小説史略考證第十二」『神戸外大論叢』第46巻第4号、神戸市外国語大学研究会、1995年9月、1-19頁、CRID 1050001339097411584、ISSN 02897954。
- 中嶋長文「中國小說史略考證第十二(續)」『神戸外大論叢』第46巻第5号、神戸市外国語大学研究会、1995年10月、1-17頁、CRID 1050001339097412608、ISSN 02897954。
- 中島長文「中國小説史略考証(13)」『神戸外大論叢』第49巻第4号、神戸市外国語大学研究会、1998年9月、1-20頁、CRID 1520572360363229440、ISSN 02897954。
- 中嶋長文「中國小説史略考證 第十五」『神戸外大論叢』第51巻第3号、神戸市外国語大学研究会、2000年9月、1-25頁、CRID 1050845764026491008、ISSN 02897954。
- 中嶋長文「中國小説史略考證 第十五(續)」『神戸外大論叢』第51巻第6号、神戸市外国語大学研究会、2000年11月、1-25頁、CRID 1050564289049783680、ISSN 02897954。
- 中嶋長文「中國小説史略考證 第十六」『神戸外大論叢』第52巻第4号、神戸市外国語大学研究会、2001年9月、1-22頁、CRID 1050845764026483072、ISSN 02897954。
- 中嶋長文「中國小説史略考證 第十七」『神戸外大論叢』第52巻第7号、神戸市外国語大学研究会、2001年12月、1-16頁、CRID 1050282814073065472、ISSN 02897954。
- 中嶋長文「中國小説史略考證 第十七續」『神戸外大論叢』第53巻第1号、神戸市外国語大学研究会、2002年9月、1-18頁、CRID 1050001339096340096、ISSN 02897954。
- 中嶋長文「中國小説史略考證 第十八」『神戸外大論叢』第53巻第6号、神戸市外国語大学研究会、2002年11月、1-22頁、CRID 1050564289049767296、ISSN 02897954。
- 中嶋長文「中國小説史略考證 第十九」『神戸外大論叢』第54巻第2号、神戸市外国語大学研究会、2003年9月、1-21頁、CRID 1050001339096332160、ISSN 02897954。
- 中嶋長文「中國小説史略考證 : 第十九續完・第二十」『神戸外大論叢』第54巻第3号、神戸市外国語大学研究会、2003年9月、1-31頁、CRID 1050564289049755776、ISSN 02897954。
- 中島長文「中國小説史略考證」『神戸市外国語大学研究叢書』第34巻、神戸市外国語大学、2004年3月、1-180頁、CRID 1570009752057196928、ISSN 13458604。
- 中島長文「中國小說史略考證 第二十五」『中國文學報』第74巻、中國文學會、2007年10月、66-98頁、CRID 1390009224843126912、doi:10.14989/177999、ISSN 0578-0934。
- 中島長文「中國小說史略考證 第二十六」『中國文學報』第75巻、中國文學會、2008年4月、163-194頁、CRID 1390290699819840256、doi:10.14989/178008、ISSN 0578-0934。
- 中島長文「中國小說史略考證 第二十七」『中國文學報』第76巻、中國文學會、2008年10月、147-179頁、CRID 1390290699819841024、doi:10.14989/178018、ISSN 0578-0934。
- 中島長文「中國小說史略考證 第二十八」『中國文學報』第77巻、中國文學會、2009年4月、79-126頁、CRID 1390009224843132160、doi:10.14989/178027、ISSN 0578-0934。
- 中島長文「中國小說史略考證 第二十九 序跋及補訂」『中國文學報』第78巻、中國文學會、2009年10月、136-180頁、CRID 1390853649773271808、doi:10.14989/180327、ISSN 0578-0934。

- 『ふくろうの声 魯迅の近代』平凡社選書 2001年

### 主な日本語訳
- 茅盾主編『中国の一日　1936年5月21日』編訳、平凡社 1984年
- 『魯迅全集13 両地書』学研 1985年
- 魯迅『中国小説史略1・2』平凡社東洋文庫 1997年 ISBN 978-4582806182、ISBN 978-4582806199
- 『周作人読書雑記』平凡社東洋文庫 全5巻 2018年